# ダンス・ダンス・アジア
ダンス・ダンス・アジア(DANCE DANCE ASIA – Crossing the Movements)は、国際交流基金アジアセンターがストリートダンスでアジアの国々との文化交流を進めることを目的としたプロジェクト。2015年にパルコが企画・製作し、フィリピン、マレーシア、ベトナム、タイでの公演、およびワークショップ開催を行った。
日本の公的機関が支援を行い、ストリートダンスを日本文化として日本国外に紹介するのは初めての試みである。
4都市で計9公演を開催し、約4500人の観客が集まった。公演と同時に開催されたワークショップは計8回で1240人が参加した。
第2弾として、2015年8月にインドネシアでの公演を開催。2015年10月末には日本公演が開催された。2016年以降も継続し、2020年まで開催される予定である。

## 公演情報
フィリピン公演
2015年1月17日-1月18日 マカティ カルロス・P・ロムロ劇場
- s**t kingz
- 東京ゲゲゲイ
- TAPDANCERIZE

マレーシア公演
2015年2月7日-2月8日 クアラルンプール パフォーミングアーツセンター
- WRECKING CREW ORCHESTRA
- タイムマシーン（黄帝心仙人）
- BLUE TOKYO

ベトナム公演
2015年3月14日-3月15日 ハノイ 青年劇場
- Memorable Moment
- 90's
- Moreno Funk Sixers

タイ公演
2015年3月28日-3月29日 バンコク トンロー Mシアター
- 梅棒
- 90's
- 東京ゲゲゲイ
- THE ZOO Thailand（タイの人気ダンスチーム）

インドネシア公演
2015年8月22日-8月23日 ジャカルタ 芸術劇場
- レッド・プリント
- レックレス
- タイムマシーン

東京公演
2015年10月28日-11月1日 世田谷パブリックシアター （東京都世田谷区）
- タイムマシーン
- Red Print
- PHILIPPINE ALLSTARS（フィリピン）
- Sem’udacha
- SNAZZY DOGS
- TAPDANCERIZE
- S.I.N.E（ベトナム）
- free line
- s**t kingz
- BIG4
- THEZOO Thailand（タイ）
- Nicol,Crossence
- 梅棒
- Moreno Funk Sixers
- S.I.N.E（ベトナム）
- BLUE TOKYO
- Memorable Moment
- 東京ゲゲゲイ
- Hilty&Bosch